# توماس إتش دونهام
توماس إتش دونهام (بالإنجليزية: Thomas H. Dunham)‏ هو ضابط أمريكي، ولد في 30 يوليو 1840 في بوسطن في الولايات المتحدة، وتوفي في 1 أكتوبر 1925 في بيفرلي في الولايات المتحدة.